# Planetárium Most
Planetárium Most je veřejné vzdělávací zařízení, jehož majitelem je město Most, planetárium provozuje Městská knihovna v Mostě. Jeho kopule se nachází na střeše Reprezentačního domu města Mostu v centru města, což z něj dělá nepřehlédnutelný symbol tohoto kulturního domu. Vedle Hvězdárny dr. Antonína Bečváře na Hněvíně je Planetárium Most dalším astronomickým zařízením v Mostě.

## Vznik
Planetárium bylo vystavěno jako součást tehdejšího Kulturního domu horníků a energetiků. Kulturní dům se stavěl v letech 1978-1984. Pro veřejnost bylo planetárium otevřeno dne 2. června 1984 a je v činnosti s krátkými přestávkami téměř nepřetržitě až do současnosti. Určitou dobu bylo ve správě Městského divadla v Mostě, poté jej provozovalo občanské sdružení Astronomická společnost Most, která je kolektivním členem České astronomické společnosti. V současnosti je provozovatelem planetária Městská knihovna v Mostě.

## Technické parametry
Planetárium je umístěno v klimatizované kopuli o průměru 10 m a má kapacitu 41 osob. Vybavení se skládá z hlavního projekčního přístroje firmy Carl Zeiss Jena ZKP-2, šesti dalších přídavných projektorů, dataprojektoru a řídícího počítače. Projekce zajišťuje kvalitní scénické osvětlení a prostorový zvuk s profesionálně namluveným textem pořadů.

## Činnost
Planetárium je v současné době mimo provoz, kvůli probíhající rekonstrukci celého kulturního domu Repre. Náhradní programy probíhají v budově Městské knihovny Most v kinosále na klasické kinoplátno. Promítání tak nejsou vedena fulldome metodou, zůstala zachována snaha o interaktivní průběh pořadů a pro lepší představu jsou snímky skládané z fotografií obzoru města Mostu a animačního software hvězdné oblohy.